# Candy/Molly's Lips
Candy/Molly's Lips är en split-singel med The Fluid och Nirvana, släppt 1991. Singeln begränsades till en upplaga om 7 500 exemplar, där 4 000 av dessa trycktes på grön vinyl och de resterande 3 500 på svart vinyl. "Candy", där denna live-version är inspelad på The Satyricon i Portland i Oregon under våren 1990, var först med på The Fluids EP Glue från 1990. "Molly's Lips", där denna live-version är inspelad på Pine Street Theatre i Portland i Oregon den 9 februari 1990, är en cover på låten med samma namn av bandet The Vaselines och är menad att handla om den skotska skådespelerskan Molly Weir. "Molly's Lips" har senare släppts på både Hormoaning och Incesticide av Nirvana. "Molly's Lips" hamnade på plats 18 över de 20 mest spelade Nirvana-låtarna någonsin i Storbritannien, vilket var en lista framtagen av Phonographic Performance Limited för att hedra Kurt Cobains 50-årsdag den 20 februari 2017.

## Låtlista
| Nr | Titel                  | Kompositör                  | Längd |
| -- | ---------------------- | --------------------------- | ----- |
| 1. | Candy (The Fluid)      | The Fluid                   | 3:16  |
| 2. | Molly's Lips (Nirvana) | Eugene Kelly, Frances McKee | 1:53  |